# Sara Llana
Sara Llana García (Leão, 21 de agosto de 1997) é uma ginasta rítmica espanhola que atualmente compete na modalidade individual da seleção espanhola. Participou de três Campeonatos Mundiais (Esmirna 2014, Estugarda 2015 e Pésaro 2017), e dois Europeus (Nijni Novgorod 2012 como júnior e Budapeste 2017 como sénior), sempre como individual na equipa espanhola, juntamente com ginastas como Carolina Rodríguez, Natalia García Timofeeva, Polina Berezina, Andrea Pozo e Mónica Alonso.
Obteve várias medalhas internacionais e foi quatro vezes campeã na Espanha como individual e cinco vezes em conjunto na equipa Club Ritmo.